# Gwanaksan
Der Gwanaksan (Berg Gwanak) ist ein 632 Meter hoher Berg am südlichen Stadtrand von Seoul, der Hauptstadt Südkoreas.
Das Bergmassiv erstreckt sich von den südlichen Vororten Seouls bis hinein in die Provinz Gyeonggi-do. Auf dem felsigen Gipfel befinden sich eine Radarstation und mehrere Antennenanlagen. Am Gwanaksan liegen auch der Wongaksa-Tempel und die Yeonjuam-Einsiedelei, welche von König Taejo in der Joseon-Dynastie während der Verlegung der koreanischen Hauptstadt nach Seoul im Jahr 1394 gebaut wurden.
Der Gwanaksan ist nach Feng-Shui-Kriterien wie eine Flamme geformt. Aus diesem Grund wurden beim Bau der Hauptstadt an mehreren Stellen Symbole verwendet, welche den Palast Gyeongbokgung und die Stadt selbst vor den Feuern des Gwanaksans schützen sollen. Beispiele sind die Inschrift in chinesischen Schriftzeichen am Namdaemun (Südtor) und die feuerverschlingenden löwenähnlichen Fabelwesen Haetae im Palastgelände selbst.
Der Gwanaksan ist ein beliebtes und gut erschlossenes Naherholungsgebiet für die Stadtbevölkerung von Seoul. Wegen seiner Schönheit wird er oft Sogeumgang (kleiner Geumgang-Berg) oder Seogeumgang (Geumgang-Berg des Westens) nach dem nach allgemeiner Auffassung schönstem Berg in Korea benannt. Zahlreiche Wanderwege führen durch das Bergmassiv mit seinem dichten und alten Baumbestand. Ausgangspunkt für die Ausflüge ist meist die Seoul National University (SNU) am Fuße des Berges.
Die Besteigung des Gipfels nimmt etwa 4–5 Stunden in Anspruch.
Auch von Gwacheon aus gibt es mehrere interessante Wege zum Aufstieg, die nicht so überlaufen sind wie jene von Seoul aus.